# Hans van Maanen
Hans van Maanen (Amsterdam, 10 augustus 1950) is een Nederlandse freelance wetenschapsjournalist en schrijver van non-fictie boeken.

## Biografie
Van Maanen voltooide in 1969 een hbs-B-opleiding aan het Spinoza Lyceum en studeerde in mei 1979 cum laude af aan de Universiteit van Amsterdam met zijn doctoraalexamen sociologie. Hij begon zijn journalistieke loopbaan in 1980 bij het Economisch Dagblad, maar stapte al in 1981 over naar het Haarlems Dagblad. Als wetenschapsredacteur werkte hij van 1988 tot 2003 bij Het Parool. Van 2003 tot juli 2007 heeft hij de wekelijkse rubriek "Twijfel" voor de wetenschapsbijlage van de Volkskrant verzorgd, van 2011 tot 2013 was hij opnieuw VK-columnist. Voorts was Van Maanen columnist bij Plus Magazine (2009–2012), Eos (2012–2015) en Huisarts en Wetenschap (2012–2015) en researchmedewerker bij Twee voor twaalf (1990–2013).
Sinds december 2014 is hij hoofdredacteur van Skepter, het tijdschrift van Stichting Skepsis. Verder schrijft hij voor diverse wetenschappelijke en populair-wetenschappelijke tijdschriften zoals Quest en Akademie Nieuws. Daarnaast heeft hij een groot aantal boeken op zijn naam staan.
Hans van Maanen is gastdocent Wetenschapsjournalistiek aan de Erasmus Universiteit Rotterdam. In 2007 werd hij benoemd tot 'wetenschapsjournalist in residence' aan de Vrije Universiteit.
In veel van zijn publicaties legt hij de vinger op overtrokken claims, slecht onderbouwd onderzoek, zwakke redeneringen, voorbarige conclusies en misleidende wetenschapscommunicatie. Ook hardnekkige misverstanden, zoals over de bepaling van de paasdatum, over de uitvinding van het haring kaken door Willem Beukelszoon en dat Mozarts tweede naam Amadeus was, worden door hem ontleed.

## Prijzen
In april 2007 ontving Van Maanen de Van Walree Prijs voor medische wetenschapscommunicatie van de Koninklijke Nederlandse Akademie van Wetenschappen. Hij ontving de prijs voor “het begrijpelijk maken van medisch wetenschappelijk onderzoek aan een breed publiek”. Bij die gelegenheid werd hij het boegbeeld van de kritische wetenschapsjournalistiek in Nederland genoemd.
In mei 2007 kreeg hij de Eureka! prijs van de Nederlandse Organisatie voor Wetenschappelijk Onderzoek voor “het beste oeuvre op het terrein van de wetenschapscommunicatie”.

## Persoonlijk leven
Van Maanen is getrouwd en heeft twee kinderen.

## Boeken
- 2014 – Broddelwetenschap
- 2012 – Je reinste wetenschap. Over gezondheid, veiligheid en andere onzin
- 2011 – De eerste stap in de wetenschap
- 2009 – Goochelen met getallen. Cijfers en statistiek in krant en wetenschap
- 2007 – Een gezonde geest
- 2005 – Kwakzalverij: 125 jaar medische folklore (redactie)
- 2004 – Zoete koek & speculatie
- 2004 – Het zonnestelsel
- 2004 – Archimedes, Newton, Murphy
- 2002 – Encyclopedie van misvattingen
- 2002 – Echte mannen willen niet naar Mars
- 2002 – 7 op de schaal van Richter
- 2001 – Echt niet!
- 1999 – Voorkomen is duurder dan genezen
- 1998 – Uit de oude dokterstas
- 1998 – FC Algebra
- 1993 – Het hart zit links
- 1992 – Hoogste score tot nu toe!
- 1992 – Geen boter, kaas en eieren
- 1991 – Onmenselijke zintuigen
- 1991 – Het kerkhof van de wetenschap
- 1991 – Geen wolf en zeven geitjes
- 1989 – Kleine encyclopedie van misvattingen
- 1988 – De wet van ...
- 1986 – Meneer van Dale wacht op antwoord